# 48 Dóris

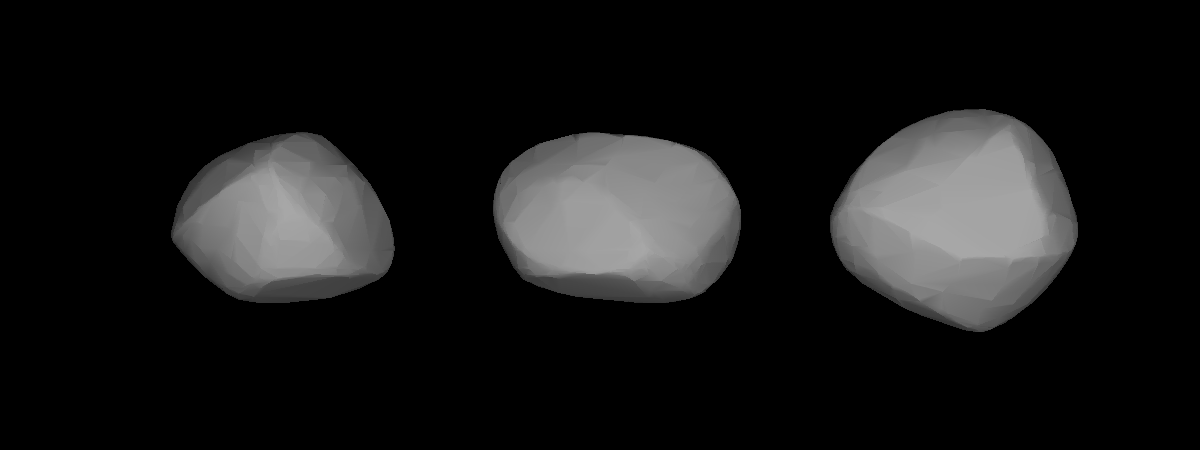
O Asteroide 48 Dóris.

Dóris (asteroide 48) é um asteroide da cintura principal com um diâmetro de 221,8 quilómetros, a 2,87736597 UA. Possui uma excentricidade de 0,07482785 e um período orbital de 2 003,33 dias (5,49 anos).
Dóris tem uma velocidade orbital média de 16,88909851 km/s e uma inclinação de 6,55407355º.
Este asteroide foi descoberto em 19 de setembro de 1857 por Hermann Goldschmidt. Seu nome vem da personagem da mitologia grega Dóris.